# Jardin Roger-Priou-Valjean
Jardin Roger-Priou-Valjean (původně Jardin Figuier-Fauconnier) je veřejný park v Paříži. Celková rozloha zahrady činí 1304 m2.

## Poloha
Veřejný park se nachází v historické čtvrti Marais ve 4. obvodu na Place Roger-Priou-Valjean podél ulice Rue du Figuier, kde je přístup u domu č. 10.

## Historie
Veřejný park vznikl v roce 1961. V roce 2003 byl pojmenován na počest městského radního a člena francouzského odboje Rogera Priou-Valjeana (1912–1999).